# NGC 4873
NGC 4873 هي مجرة محدبة تبعد حوالي 335 مليون سنة ضوئية تقع في كوكبة الهلبة (كوكبة). تم اكتشافها من قبل عالم الفلك هاينريش دي أريست في 10 مايو 1863. المجرة هي عضو في مجموعة عنقود كوما المجري.

## صور

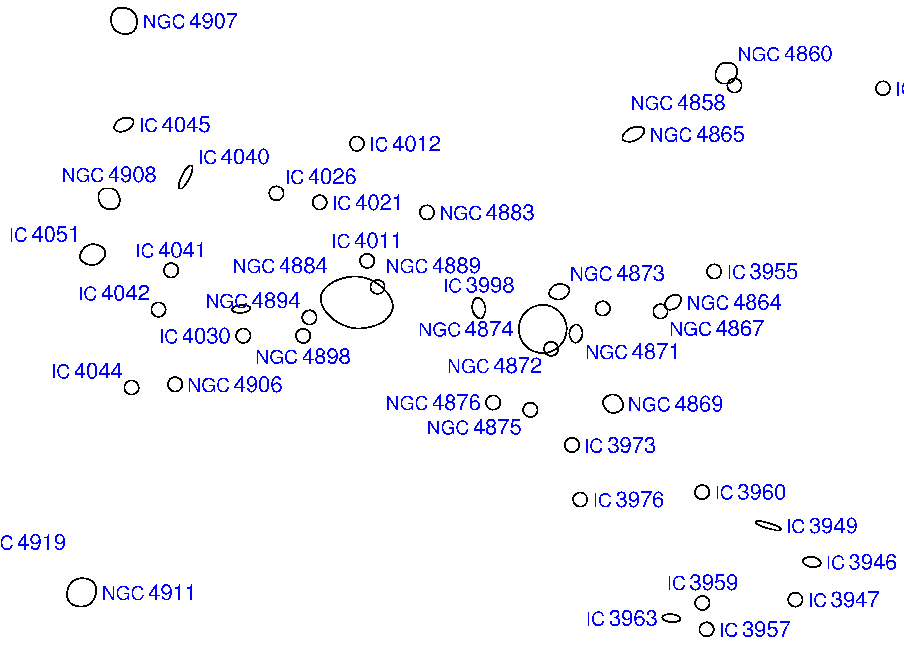
عضو عنقود كوما المجري.
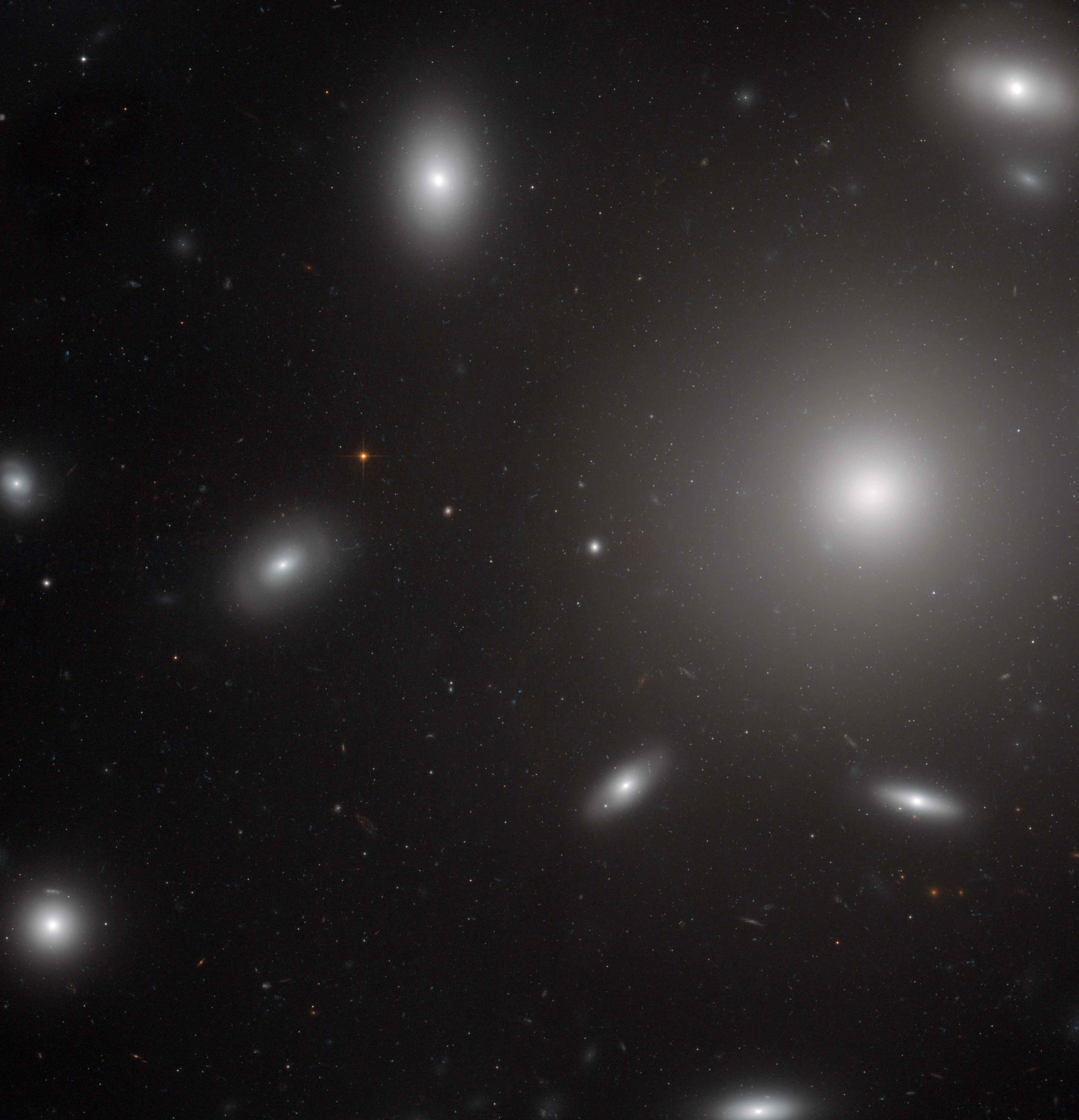
NGC 4874- NGC 4873

## وصلات خارجية
- NGC 4873 على موقع ويكي سكاي: DSS2, SDSS, GALEX, IRAS, Hydrogen α, X-Ray, Astrophoto, Sky Map, Articles and images